# Ланге Микола Іванович
Микола Іванович Ланге (20 травня 1820, м. Чернігів — 15 липня 1894, м. Санкт-Петербург) — правознавець у галузі істор. права, публіцист, сенатор (1877), таємний радник (1877).

## Біографія
Народився в м. Чернігів у дворянській родині. Закінчив юридичний факультет Київського університету зі ступенем канд. прав (1841). Деякий час працював учителем повітового училища, служив у Олонецькому губернському правлінні (Петрозаводськ; нині столиця Карелії, РФ). Від 1847 служив у міністерстві юстиції. Досліджував питання судової практики, писав на теми теорії та історії права, публікував статті в часописах «Юридический вестник», «Судебный вестник», «Журнал Министерства юстиции». Від 1851 — виконувач справи, а з 1854 — товариш (заст.) голови Київської палати кримінального суду. Вивчав юридичний побут Росії 14–16 ст., 1860 видав працю «Исследование об уголовном праве „Русской правды“», що згодом отримала Уваровську премію Петербурзької АН. Дійшов висновку, що «Руська правда» має слов'янське, а не норманське походження. Відстоював думку, що руське судопровадження і кримінальне право були більш гуманними, ніж тогочасне з ними європейське законодавство, а також, що європейські юридичні теорії справили негативний вплив на розвиток руського законодавства. 1860–66 займав посади спочатку губернського прокурора Волинського, а згодом — С.-Петерб. окружних судів. Під час підготовки і проведення судової реформи 1864 направив до міністерства юстиції низку пропозицій щодо проведення реформувань у галузі кримінального судопровадження і суд. справи. У 1860–80-х рр. обирався членом Петерб. суд. палати (1866–70) та старшим головою Харківської судової палати (1870–82). 1877 призначений сенатором.
Помер у м. Санкт-Петербург після тривалої хвороби.